# アンドレアス・イヴァンシッツ
アンドレアス・イヴァンシッツ（Andreas Ivanschitz, 1983年10月15日 - ）は、オーストリア・アイゼンシュタット出身の元サッカー選手。元オーストリア代表。現役時代のポジションはMF。

## 経歴

### クラブ
14歳で地元クラブASKバウムガルテンの育成部門よりオーストリア・ブンデスリーガに所属する名門SKラピード・ウィーンの育成部門へ移籍。同クラブの歴史上最年少となる16歳でトップチームでのデビューを果たした（正式にはセカンドチームに所属）。17歳でトップチームに昇格。当時のトップチームには元ACミランのデヤン・サビチェビッチや元FCバイエルン・ミュンヘンのアンドレアス・ヘルツォークらが所属していたが、18歳の頃から攻撃の主力選手としてチームに定着する。当時のチームメートにはギョルギ・ガリッチ、ローマン・キーナスト、マーティン・ヒデン、ヘルゲ・パイヤー等がいた。
SKラピード・ウィーンではオーストリア・ブンデスリーガの公式戦で147試合に出場し25得点39アシストを記録、「10年に一人の才能」と評価される。2005年にはオーストリア・ブンデスリーガで優勝、オーストリア・カップで準優勝を果たし、翌年にはUEFAチャンピオンズリーグ本大会にも出場した。
2006年1月に同リーグのレッドブル・ザルツブルクへ移籍するものの8月にはギリシャ1部のパナシナイコスFCへ移籍。再びレギュラーに定着し、同リーグでの準優勝やUEFAチャンピオンズリーグやUEFAヨーロッパリーグへの出場等に貢献している。
2009年7月19日よりドイツ・ブンデスリーガに属する1.FSVマインツ05に在籍。トーマス・トゥヘル監督の下、トップ下、左右の中盤、ボランチなど様々なポジションでプレーした。UEFAヨーロッパリーグ予選を含む公式戦113試合に出場し24得点20アシストを記録した。1.FSVマインツ05での初得点はFCバイエルン・ミュンヘンを相手に決めた決勝点であった。
2013年6月10日、スペイン・プリメーラ・ディビシオンのレバンテUDに移籍した。主に左の中盤及びトップ下でプレーし、公式戦51試合に出場し5得点10アシストを記録した。
2015年8月4日、メジャーリーグサッカーのシアトル・サウンダーズFCに移籍した。「欧州以外でプレーを経験したかったし、特にアメリカでプレーすることはかなえたい夢の一つであった」とこの移籍について自ら語っている。同チームでは主に左の中盤及びトップ下でプレーし、公式戦39試合に出場し5得点10アシストを記録。

### 代表
各アンダーカテゴリーでの代表歴があり、オーストリアA代表でデビューを果たしたのは19歳の時の2003年。数ヵ月後、当時のハンス・クランクル代表監督は19歳のイヴァンシッツをその将来性とインテリジェンスの高さを評価して代表チームの主将に任命、オーストリアA代表の歴史上最年少代表主将が誕生した。その後にオーストリア代表を率いたヨーゼフ・ヒッケルスベルガー（UEFA EURO 2008に出場）及びカレル・ブリュックナー監督の下でも主力として常に招集され攻撃の核として活躍。
ディートマー・コンスタンティーニが代表監督在任中は招集されなかったが、マルセル・コラー現代表監督の下では2011年から2014年6月まで再び招集された。以降はミッドフィールダーのポジションでプレーするダヴィド・アラバやマルコ・アルナウトヴィッチ、マルセル・ザビッツァー等の台頭により招集されていない。代表での10番はズラトコ・ユヌゾヴィッチに譲った形になった。

## エピソード
- 音楽演奏家の父と高校教師の母の間に3人兄弟の末っ子として生まれる。典型的な音楽一家で父親のエーヴァルト（1953-2014）はクラリネット演奏者としてヨーゼフ・ハイドン室内管弦楽団、オーパンバルオーケストラ、ウィーン・トーンキュンストラー管弦楽団等に所属し、メルビッシュ湖上音楽祭などにも出演。多数の海外公演にも参加しており、日本や韓国、台湾、マレーシア等を訪れている。またポルカやワルツ、行進曲の作曲家として、そしてフランツ・ヨーゼフ・ハイドン音楽院の音楽教育者として知られていた。

- 兄のクレーメンスはサッカー選手としてオーストリア・ブンデスリーガに属するSVマッテルスブルクに所属したこともあったが、目立った活躍はなく現在では引退してMCや音楽プロデューサーとして活動している。

- アンドレアス・イヴァンシッツ本人もオーボエとピアノ演奏の教育を受けている。

- オーストリア人として初めてFIFA 08及びFIFA 10（FIFAが唯一公認するFIFAシリーズ）のサッカーゲームのタイトルパッケージを飾った。

## タイトル

### クラブ
SKラピード・ウィーン
- オーストリア・ブンデスリーガ : 2005

シアトル・サウンダーズFC
- MLSカップ : 2016

FCヴィクトリア・プルゼニ
- HETリガ : 2018

## 所属クラブ
- SKラピード・ウィーン 2000-2005
- レッドブル・ザルツブルク 2005-2006
- パナシナイコス 2006-2011

→ 1.FSVマインツ05 2009-2011
- 1.FSVマインツ05 2011-2013
- レバンテUD 2013-2015
- シアトル・サウンダーズFC 2015-2017
- FCヴィクトリア・プルゼニ 2017-2018

## 個人成績
下記表のその他にはUEFAチャンピオンズリーグ、UEFAヨーロッパリーグ、CONCACAFチャンピオンズリーグ、メジャーリーグサッカーのプレーオフが含まれる
| クラブ                   | シーズン     | リーグ | リーグ | カップ | カップ | リーグカップ | リーグカップ | その他 | その他 | 期間通算 | 期間通算 |
| クラブ                   | シーズン     | 出場   | 得点   | 出場   | 得点   | 出場         | 得点         | 出場   | 得点   | 出場     | 得点     |
| オーストリア             | オーストリア | リーグ | リーグ | カップ | カップ | リーグカップ | リーグカップ | その他 | その他 | 期間通算 | 期間通算 |
| ------------------------ | ------------ | ------ | ------ | ------ | ------ | ------------ | ------------ | ------ | ------ | -------- | -------- |
| SKラピード・ウィーン     | 1999-2000    | 1      | 0      | 0      | 0      | 0            | 0            | 0      | 0      | 1        | 0        |
| SKラピード・ウィーン     | 2000-01      | 14     | 2      | 2      | 0      | 0            | 0            | 2      | 0      | 18       | 2        |
| SKラピード・ウィーン     | 2001-02      | 24     | 1      | 1      | 0      | 0            | 0            | 5      | 0      | 30       | 1        |
| SKラピード・ウィーン     | 2002-03      | 36     | 5      | 2      | 0      | 0            | 0            | 0      | 0      | 38       | 5        |
| SKラピード・ウィーン     | 2003-04      | 25     | 7      | 2      | 1      | 0            | 0            | 0      | 0      | 27       | 8        |
| SKラピード・ウィーン     | 2004-05      | 29     | 5      | 3      | 1      | 0            | 0            | 4      | 0      | 36       | 6        |
| SKラピード・ウィーン     | 2005-06      | 18     | 5      | 0      | 0      | 0            | 0            | 8      | 0      | 26       | 5        |
| SKラピード・ウィーン     | 通算         | 147    | 25     | 10     | 2      | 0            | 0            | 19     | 0      | 176      | 27       |
| レッドブル・ザルツブルク | 2005-06      | 12     | 1      | 0      | 0      | 0            | 0            | 0      | 0      | 12       | 1        |
| レッドブル・ザルツブルク | 2006-07      | 1      | 0      | 0      | 0      | 0            | 0            | 0      | 0      | 1        | 0        |
| レッドブル・ザルツブルク | 通算         | 13     | 1      | 0      | 0      | 0            | 0            | 0      | 0      | 13       | 1        |
| ギリジャ                 | ギリジャ     | リーグ | リーグ | カップ | カップ | リーグカップ | リーグカップ | その他 | その他 | 期間通算 | 期間通算 |
| パナシナイコス           | 2006-07      | 26     | 4      | 6      | 1      | 0            | 0            | 7      | 0      | 39       | 5        |
| パナシナイコス           | 2007-08      | 24     | 3      | 0      | 0      | 0            | 0            | 8      | 3      | 32       | 6        |
| パナシナイコス           | 2008-09      | 17     | 3      | 0      | 0      | 6            | 1            | 5      | 0      | 28       | 4        |
| パナシナイコス           | 通算         | 67     | 10     | 6      | 1      | 6            | 1            | 20     | 3      | 99       | 15       |
| ドイツ                   | ドイツ       | リーグ | リーグ | カップ | カップ | リーグカップ | リーグカップ | その他 | その他 | 期間通算 | 期間通算 |
| マインツ05               | 2009-10      | 27     | 6      | 1      | 0      | 0            | 0            | 0      | 0      | 28       | 6        |
| マインツ05               | 2010-11      | 20     | 3      | 2      | 0      | 0            | 0            | 0      | 0      | 22       | 3        |
| マインツ05               | 2011-12      | 26     | 6      | 1      | 1      | 0            | 0            | 2      | 0      | 29       | 7        |
| マインツ05               | 2012-13      | 31     | 7      | 3      | 1      | 0            | 0            | 0      | 0      | 34       | 8        |
| マインツ05               | 通算         | 104    | 22     | 7      | 2      | 0            | 0            | 2      | 0      | 113      | 24       |
| スペイン                 | スペイン     | リーグ | リーグ | カップ | カップ | リーグカップ | リーグカップ | その他 | その他 | 期間通算 | 期間通算 |
| レバンテ                 | 2013-14      | 29     | 3      | 2      | 1      | 0            | 0            | 0      | 0      | 31       | 4        |
| レバンテ                 | 2014-15      | 20     | 1      | 0      | 0      | 0            | 0            | 0      | 0      | 20       | 1        |
| レバンテ                 | 通算         | 49     | 4      | 2      | 1      | 0            | 0            | 0      | 0      | 51       | 5        |
| アメリカ                 | アメリカ     | リーグ | リーグ | カップ | カップ | リーグカップ | リーグカップ | その他 | その他 | 期間通算 | 期間通算 |
| シアトル・サウンダーズ   | 2015         | 6      | 1      | 0      | 0      | 0            | 0            | 3      | 1      | 9        | 2        |
| シアトル・サウンダーズ   | 2016         | 28     | 3      | 0      | 0      | 0            | 0            | 3      | 0      | 31       | 3        |
| シアトル・サウンダーズ   | 通算         | 34     | 4      | 0      | 0      | 0            | 0            | 6      | 1      | 40       | 5        |
| オーストリア             | オーストリア | 160    | 26     | 10     | 2      | 0            | 0            | 19     | 0      | 189      | 28       |
| ギリジャ                 | ギリジャ     | 67     | 10     | 6      | 1      | 6            | 1            | 20     | 3      | 99       | 15       |
| ドイツ                   | ドイツ       | 104    | 22     | 7      | 2      | 0            | 0            | 2      | 0      | 113      | 24       |
| スペイン                 | スペイン     | 49     | 4      | 2      | 1      | 0            | 0            | 0      | 0      | 51       | 5        |
| アメリカ                 | アメリカ     | 34     | 4      | 0      | 0      | 0            | 0            | 6      | 1      | 40       | 5        |
| 総通算                   | 総通算       | 414    | 65     | 25     | 5      | 6            | 1            | 47     | 6      | 492      | 77       |